# 김순덕 (1921년)

《끌려감》. 1995년 작품. 58×80cm.

김순덕(金順德, 1921년 5월 26일~2004년 6월 30일)은 대한민국의 활동가이자 화가이다. 일본군 위안부 피해 생존자 중 하나로, 위안부 여성으로서 겪은 삶을 그림으로 생생하게 묘사하였다. 1937년 위안부에 강제 동원되어 중국에서 3년간 머무르다 1940년 일본 장교의 도움으로 귀국했다. 김덕진이라는 가명을 사용하기도 하였다. 수요집회, 아시아연대회의 등에 참석하며 일본의 전쟁 범죄를 규탄하였다. 해외 여러 전시회에 참석하며 자신의 그림을 소개하였고, 국제 학술회 등에서 자신이 겪은 피해를 증언하였다.

## 생애
1921년 경상남도 의령군 대의면에서 2남 3녀의 둘째딸로 태어났다. 아버지는 어렸을 때 사망하였다. 상투를 자르고 창씨개명을 하라는 일제의 요구를 거부한 아버지로 인해 지리산 자락의 산청군 삼장면이나 합천군 삼가면 등 여기저기를 옮겨다니며 살았다. 열두살 때부터 어머니와 네 남매의 생계를 유지하기 위해 가정부로 일하였다. 1937년, 한 남자를 만난 김순덕은 자신을 일본으로 보내 간호사를 모집한다는 말에 속아 30여 명의 다른 여성들과 함께 중국 상하이로 넘어갔다. 그곳에서 위안부 피해를 당하였고, 이후 난징을 거쳐 1940년까지 3년간 위안부 피해를 당하였다.
김덕진은 정규 교육을 받지 못하였지만, 똑똑하며 외모도 준수하였다. 난징으로 건너간 김덕진은 계급이 높은 고위 장교들을 상대하기 위해 차를 태워 부대 안으로 들어가기도 하였다. 그곳에서 50대 일본군 고위 장교인 이즈미와 친밀한 사이를 맺게 되고 아버지이자 남편, 가족처럼 의지하게 되었다. 1940년경 이즈미의 도움과 관심 덕분에 다른 여성 4명과 함께 위안소를 빠져나올 수 있었다. 이즈미는 현금 100엔과 함께 기차 등에서 검문을 통과할 수 있도록 귀향증을 만들어 주었다. 1940년 4월경 합천군 삼가면에 위치한 집으로 돌아왔다.
서울로 상경한 후에도 이즈미와 편지를 계속 주고받았으나, 6·25 전쟁 중 편지는 모두 소실되었다. 서울에서 대한민국 철도청 직원이었던 남편과 만나 결혼하였다. 일부 문헌에서는 아들 둘과 딸 하나를 낳았으며 딸은 6·25 전쟁 때 잃었다고 기록되어 있으며, 육성 인터뷰에서는 아들 넷을 낳았으나 한 명이 죽었다고 말하였다. 가방 공장이나 구멍 가게에서 일을 하기도 하였으며, 위안부 피해의 후유증으로 방광염, 자궁병, 정신불안 등의 지병에 시달렸다.
1992년부터 경기도 광주시에 위치한 나눔의집에서 생활을 시작하였으며, 예술 치료의 일환으로 그린 작품이 큰 화제가 되기도 하였다. 대표작으로는 《못다핀 꽃》, 《끌려감》 등이 있다.
2004년 6월 30일, 수요집회가 열리던 수요일날 아침 서울아산병원에서 사망하였다.

## 사후
2013년, 당시 안전행정부 산하 국가기록원은 김순덕의 그림을 포함한 여러 위안부 자료를 국가지정자료물로 지정하였다.
2020년 발생한 윤미향의 정의기억연대 위안부 피해자 이용 논란에 대해 김순덕의 큰아들은 《중앙일보》와의 인터뷰에서 "우리 어머니와 다른 기가 센 할머니들 계셨으면 당장 쫓아가 멱살을 잡았을 것이다."라고 말하며 큰 실망감을 드러내었다. 자신의 어머니를 포함하여 지방에 있는 할머니들을 "낡은 봉고차"에 태워 수요집회에 참석하게 하였다면서, 어머니가 "집회 갈 때 좋은 차, 관광버스 좀 타고 가는 게 소원"이었다고 말하였다고 하였다. 매주 수요집회에 참석한 것에 대해, 정대협의 사람들이 위선자였다는 사실을 알았다면 나가지 않았을 것이라고 말하였다.

## 영향과 유산
2001년 가수 루이스가 발매한 헌정 음반인 《Tribute to 위안부 할머니》의 4번 트랙 〈끌려감〉은 김순덕의 동명의 그림을 주제로 한 것이다.
2014년 8월 18일, 서울 명동성당에서 열린 교황 프란치스코이 집전한 '평화와 화해를 위한 미사'에 위안부 할머니들이 초청 받아 참여하였다. 이 자리에서 할머니들은 《못다 핀 꽃》 작품과 영문 편지 등을 준비하여 교황에게 전달하기도 하였다.
2016년 개장한 서울특별시 중구 남산 소재의 일본군 위안부 기억의 터에 설치된 작품 중 하나인 《대지의 눈》에는 《끌려감》이 벽화로 새겨져 있었다. 그러나 작가인 임옥상의 성추행 논란으로 2023년경 서울시에 의해 다른 작품인 《세상의 배꼽》과 함께 철거되었다.

## 작품 목록

### 책
- 《내 이름은 위안부가 아닙니다, 나는 김순덕입니다》 (2018)[18]

### 그림
- 《만남》(1995)[19]
- 《못다핀 꽃》(1995)[20]
- 《끌려감》(1995)[20]
- 《버섯공출》(1995)[19][21]
- 《씨앗공출》(1995)[19]
- 《절에 가는 길(입춘대길)》[22]